# Nick Heidfeld
Nick Heidfeld (nascut el 10 de maig de 1977 Mönchengladbach) és un pilot de Fórmula 1 alemany, actualment a l'equip BMW Sauber. Viu a Stafa, Suïssa amb la seva dona Patricia Papen i tres fills. A la temporada 2010 substitueix Pedro de la Rosa a l'equip Sauber.

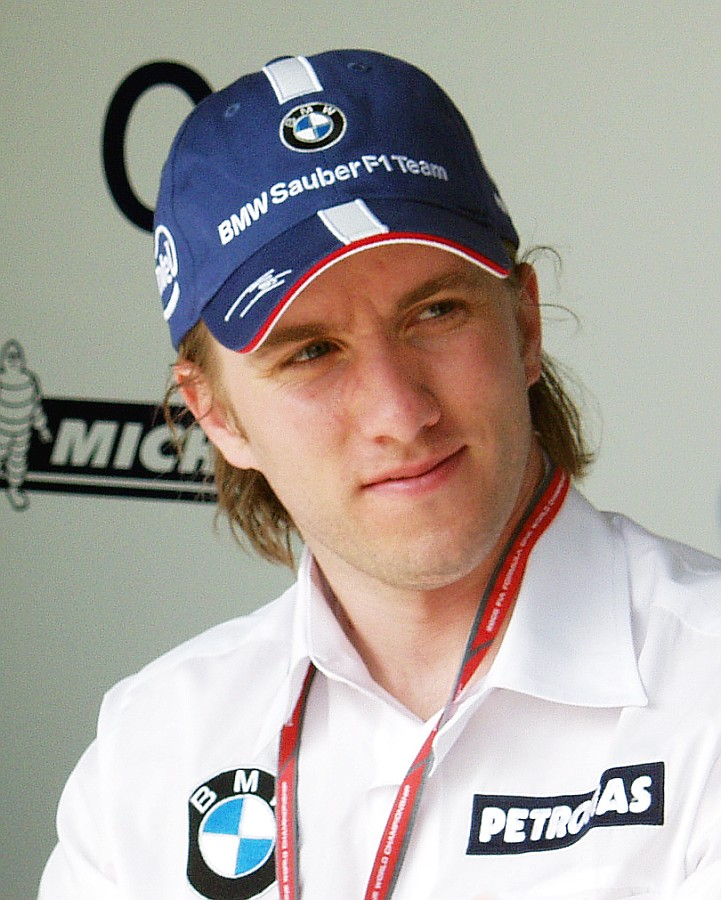
Nick Heidfeld al circuit de Nürburgring el 2006